# 이민호 (1969년)
이민호(李敏浩, 1969년 9월 2일 ~ )는 전 KBO 리그 한화 이글스의 내야수이다. 그의 아들은 KBO 리그 LG 트윈스의 내야수인 이영빈이다.

## 선수 시절

### 빙그레 이글스&한화 이글스시절
1993년에 입단하였다.

## 쌍방울 레이더스&SK 와이번스시절
1999년에 입단하였다.

## 출신 학교
- 포항제철중학교
- 포항제철공업고등학교
- 영남대학교